# Rita Deli
Rita Deli (Tatabánya, 21 de agosto de 1972) é uma ex-handebolista profissional e treinadora húngara, medalhista olímpica.
Rita Deli fez parte dos elencos medalha de prata, em Sydney 2000, com 7 partidas e 5 gols.